# یوهان فی
یوهان فی (انگلیسی: Johan Faye; ۱۶ مهٔ ۱۸۸۹ – ۱۶ سپتامبر ۱۹۷۵) قایقران قایق بادبانی اهل نروژ بود.